# Parlamentswahl in Venezuela 2015

Das Wahlresultat 2015 – Sieg der Opposition

Die Parlamentswahlen in Venezuela 2015 fanden am 6. Dezember 2015 statt. Sie wurden deutlich vom oppositionellen Parteienbündnis Mesa de la Unidad Democrática gewonnen, was als Erdrutschsieg gewertet wurde.

## Ausgangssituation
Die Parlamentswahlen in Venezuela 2010 hatten folgendes Resultat erbracht:
- PSUV, PCV: 98
- MUD: 65
- PPT: 2

| Partei                                                                                | Stimmen        | Stimmenanteil | Sitze |
| ------------------------------------------------------------------------------------- | -------------- | ------------- | ----- |
| Partido Socialista Unido de Venezuela (PSUV) und Partido Comunista de Venezuela (PCV) | 5,42 Millionen | 48,13 %       | 98    |
| Mesa de la Unidad Democrática (MUD)                                                   | 5,32 Millionen | 47,22 %       | 65    |
| Patria Para Todos (PPT)                                                               | 0,35 Millionen | 3,14 %        | 2     |
| Gesamt                                                                                | 11,6 Millionen |               | 165   |

Die Regierung hat den Wahltermin auf den 6. Dezember festgelegt. Dieser Termin hat Symbolcharakter: Am 6. Dezember 1998 wurde Hugo Chávez erstmals als Präsident gewählt. Dessen linkspopulistische Partei Vereinigte Sozialistische Partei Venezuelas (bzw. deren Vorgängerorganisationen) bestimmte seitdem die Politik in Venezuela.
Die politische Stimmung vor der Wahl wurde von der massiven Wirtschaftskrise Venezuelas beeinflusst, die als Folge der Wirtschaftspolitik und des Verfalls der Erdölpreise gilt. Hieraus resultierten die teilweise gewaltsamen Proteste von 2014, bei denen 43 Menschen ums Leben kamen. Die Umfragen sagten einen Sieg der Opposition voraus, die mit einer „tarjeta única“ (Einheitsliste) antrat. Auch im Hinblick auf die Inhaftierung einer Reihe führender Oppositionspolitiker wie Leopoldo López (dem Vorsitzenden von Voluntad Popular) und Antonio Ledezma (dem Bürgermeister der Hauptstadt Caracas) fürchtete die Opposition um faire Wahlen, doch ihre Forderung nach internationalen Wahlbeobachtern lehnte die Regierung ab. Im Februar 2015 sahen sich 33 der 76 Bürgermeister des Oppositionslagers einem Strafverfahren ausgesetzt.

## Wahlrecht
Das Wahlrecht wurde neu gefasst. Die Nationalversammlung soll nun 167 Mitglieder haben. 113 Abgeordnete werden in 87 Wahlkreisen gemäß Mehrheitswahlsrecht gewählt. 51 Sitze werden nach dem Verhältniswahlrecht in den 23 Staaten Venezuelas und dem Hauptstadtdistrikt vergeben. Als Sitzzuteilungsverfahren wird das D’Hondt-Verfahren verwendet. Weiterhin sind drei Mandate für die indigene Bevölkerung vorgesehen.
Die Wahlkreise sind Kritikern zufolge so zugeschnitten, dass das Regierungslager davon profitieren soll. Bei der Parlamentswahl 2010 führte das dazu, dass, obwohl PSUV und Oppositionsbündnis fast gleich viele Stimmen erhielten, die Regierungspartei mehr als drei Fünftel der Sitze bekam. Vier der fünf Mitglieder der obersten Wahlkommission gehörten dem Lager der Chavistas an.
Einer Reihe von Oppositionspolitikern wie dem ehemaligen Gouverneur Pablo Pérez, der früheren Abgeordneten María Corina Machado und den ehemaligen Bürgermeistern Daniel Ceballos und Enzo Scarano wurde das passive Wahlrecht durch den Rechnungshof der Regierung entzogen.

## Wahlkampf
Das Regierungslager setzte stark auf Wahlgeschenke. Unter anderem kündigte Präsident Maduro an, eine Million Tablet-Computer zu „verschenken“. Vor der Wahl verteilte die Regierung noch 37.643 Computer, Schweineschenkel für den Festtagsbraten, verschenkte 3380 neue Taxis, übergab 1192 Apartments ihren neuen Besitzern und vergab zusätzliche Stipendien.
Der Wahlkampf wurde überschattet vom Mord an dem Gewerkschafter und Oppositionspolitiker Luis Manuel Díaz (AD) bei einer Wahlveranstaltung am 26. November im Bundesstaat Guárico. Die Opposition behauptete, es habe insgesamt sieben gewaltsame Angriffe gegen sie gegeben. Teile des Oppositionslagers machten direkt Präsident Maduro für den Mord verantwortlich, andere sagten jedenfalls, dass Maduro durch seine rhetorischen Attacken gegen die Opposition die Täter ermutigt habe. Der Präsident ordnete den Mord hingegen als Abrechnung unter rivalisierenden kriminellen Banden ein.

## Ergebnis
| Partei                                       | Stimmen    | Stimmenanteil | Sitze | Veränderung |
| -------------------------------------------- | ---------- | ------------- | ----- | ----------- |
| Mesa de la Unidad Democrática (MUD)          | 7.707.422  | 56,3 %        | 109   | 45          |
| Partido Socialista Unido de Venezuela (PSUV) | 5.599.025  | 40,9 %        | 55    | −41         |
| Sitze für Indigene                           |            |               | 3     | ±0          |
| Gesamt                                       | 14.385.322 | 100,0 %       | 167   |             |

Quelle: Nationale Wahlkommission
Aufschlüsselung der Sitzverteilung nach Parteien:
| Partei                                       | Sitze |
| -------------------------------------------- | ----- |
| Opposition                                   | 112   |
| Primero Justicia (PJ)                        | 33    |
| Acción Democrática (AD)                      | 25    |
| Un Nuevo Tiempo (UNT)                        | 18    |
| Voluntad Popular (VP)                        | 14    |
| La Causa Radical (Causa R)                   | 4     |
| Movimiento Progresista de Venezuela (MPV)    | 4     |
| Cuentas Claras                               | 2     |
| Avanzada Progresista                         | 2     |
| Proyecto Venezuela (PRVZL)                   | 2     |
| Vente Venezuela (Vente)                      | 1     |
| Gente Emergente                              | 1     |
| Alianza Bravo Pueblo (ABP)                   | 1     |
| Parteilose                                   | 2     |
| Indigene                                     | 3     |
| Regierung                                    | 55    |
| Partido Socialista Unido de Venezuela (PSUV) | 52    |
| Partido Comunista de Venezuela (PCV)         | 2     |
| Vanguardia Republicana                       | 1     |

Quelle: El Universal
Die drei Abgeordneten der Indigenen stehen der MUD nahe, wodurch sich mit zusammen 112 Sitzen eine Zwei-Drittel-Mehrheit für das Bündnis ergibt.
Damit kann die Parlamentsmehrheit künftig Dekrete des Präsidenten verhindern, Verfassungsreformen einleiten, Richter am Obersten Bundesgericht und den Generalstaatsanwalt abberufen sowie Referenden über Gesetzesprojekte einleiten. Auch eine Volksabstimmung über ein vorzeitiges Ende der Amtszeit Maduros (die eigentlich bis 2019 dauern würde) ist möglich. Dieser akzeptierte das Wahlergebnis und rief seine Minister zum Rücktritt auf.
Ende Dezember 2015 erklärte der von der Regierung beherrschte Oberste Gerichtshof im Rahmen einer einstweiligen Verfügung die Mandate von vier im Bundesstaat Amazonas gewählten Abgeordneten für ungültig. Dies betrifft drei Abgeordnete der Opposition und einer der regierenden PSUV. Damit wäre die Zweidrittelmehrheit des MUD nicht mehr gegeben. Die Opposition sprach von einem juristischen Putsch und verwies darauf, dass weder der für diese Maßnahme vorgeschriebene Weg noch die Fristen eingehalten worden seien. Die betreffenden Abgeordneten erklärten, ihre Mandate annehmen zu wollen.
Auf der ersten konstituierenden Sitzung des Parlamentes am 5. Januar 2016 wurde die politische Spaltung des Landes erneut deutlich. Die Abgeordneten der Regierungsfraktion verließen die Sitzung und warfen dem neu gewählte Parlamentspräsidenten Henry Ramos Allup Regelverstöße vor. Erneut boykottierten sie die Parlamentssitzung, nachdem Allup auf der ersten regulären Sitzung am 6. Januar auch die umstrittenen Abgeordneten vereidigte. Die Regierung erklärte, die künftigen Beschlüsse des Parlamentes nicht mehr anzuerkennen, da diese unrechtmäßig seien. Kraft seiner vom bisherigen Parlament beschlossenen Sondervollmachten verkündete Präsident Maduro eine Reihe von Gesetzen, die die Macht der Parlamentes einschränken sollen. Kern ist die Einberufung des Parlamentes der Kommunen, eines unter Chavez in die Verfassung aufgenommenen Parallelparlamentes, das bisher noch nie zusammengetreten war. Die Abgeordneten in diesem Parlament werden von den Kommunen benannt; hier hätte die Regierung eine Mehrheit. Am 11. Januar erklärte der Oberste Gerichtshof alle Beschlüsse des Parlamentes für nichtig, an denen die strittigen Abgeordneten mitwirken. Darauf traten die drei umstritten vereidigten von ihrem Amt zurück, um das Parlament wieder handlungsfähig zu machen. Dabei verlor die Opposition die Zweidrittelsmehrheit.
Anfang Mai 2016 wurden die notwendigen Unterschriften für den ersten Schritt für das Abberufungsreferendum in Venezuela 2016 übergeben. Dieses wurde, genauso wie die Kommunal- und Regionalwahlen 2016 vom Obersten Gericht gestoppt.
Die Beschlüsse des Parlamentes wurden regelmäßig durch den obersten Gerichtshof aufgehoben. Am 30. März 2017 erklärte das Oberste Gericht alle Beschlüsse des Parlamentes generell für unwirksam und hob die Immunität der Parlamentarier auf. Diese Entmachtung der Nationalversammlung durch den Obersten Gerichtshof ist das offizielle Ende der Gewaltenteilung in Venezuela.

## Beobachter
Die Opposition forderte die Teilnahme von Beobachtern der Vereinten Nationen, der Organisation Amerikanischer Staaten (OAS) oder der EU, die Regierung lehnte dies aber ab.
Mitte Oktober beschloss die brasilianische Regierung, keine offiziellen Beobachter nach Venezuela zu entsenden. Die Bedingungen für eine unabhängige Arbeit seien nicht gegeben.
Drei ehemalige Präsidenten Costa Ricas forderten die gegenwärtige Regierung auf, internationale Beobachter der Vereinten Nationen, der EU oder der OAS nach Venezuela zu entsenden.

### EU
Drei EU-Abgeordnete besuchten Venezuela am Anfang November, um inoffiziell die Lage zu erkunden. Die venezolanische Regierung hatte bis jetzt die Teilnahme der EU-Beobachter verschiedener Parteien abgelehnt. Ramón Jáuregui, von der spanischen Partei PSOE, erklärte, dass es in Venezuela soweit keine Wahlfälschung, wohl aber einen eklatanten Machtmissbrauch gibt, um der regierenden Partei Vorteile zu verschaffen.

### OAS
Am 10. November 2015 schrieb der Sekretär der Organisation Amerikanischer Staaten an Tibisay Lucena, Vorsitzende des venezolanischen Wahlrates, weil die venezolanischen Behörden unfaire Zustände bei den kommenden Wahlen zulassen würden.

### Plan República
In Venezuela werden die Wahlen logistisch vom Militär organisiert. Die Opposition hat dies kritisiert und gesagt, dass die Wahlen primär ein Prozess der Zivilisten sein sollten.

### UNASUR
Eine internationale Delegation der Union Südamerikanischer Nationen wird die Wahlen beobachten.